# Сагриш (мыс)
Са́гриш (порт. Ponta de Sagres, португальское произношение: [ˈsaɣɾɨʃ], от латинского Promontorium Sacrum — ‘Священный мыс’) — мыс на юго-западе Португалии. Всего в 4 км к западу и 3 км к северу от него лежит мыс Сан-Висенти (порт. Cabo de São Vicente), который обычно принимают за самую юго-западную точку европейского материка.

## История

Взаимное расположение мысов Сан-Висенти (слева) и Сагриш (справа)

Окрестности обоих мысов использовались в религиозных целях ещё со времен неолита, о чем свидетельствуют менгиры, стоящие возле посёлка Вила-ду-Бишпу.
Мыс Сагриш всегда был важен для моряков, потому что он предлагает укрытие для кораблей перед попыткой опасного плавания вокруг мыса Сан-Висенти (бухта Белиши между мысами, или бухта Сагриш к востоку). Учитывая опасность быть вынесенными океаническим ветром на прибрежные скалы, капитаны предпочитали ждать с подветренной стороны мыса, пока попутный ветер не позволит им продолжить путь.

### Страбон

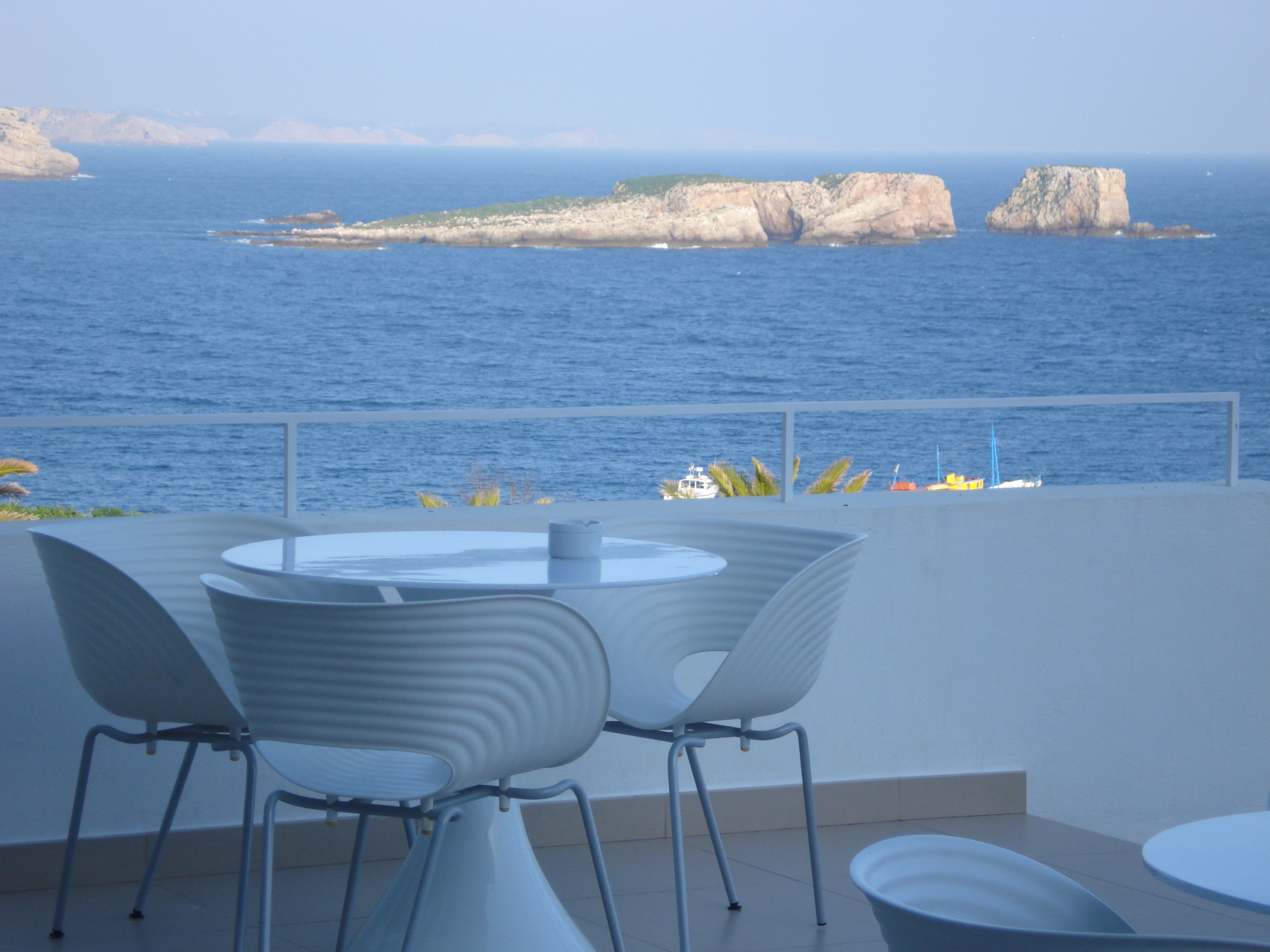
Острова Мартиньял у входа в гавань Сагриша.

Есть разногласия по поводу какой из мысов считать древним священным мысом, описываемым античными авторами: был ли это мыс Сагриш, чье название происходит от Sacrum Promontorium (‘Священный мыс’), или соседний мыс Сан-Висенти. Правильный мыс, согласно Страбону, должен был быть самой западной точкой «всего обитаемого мира». Мыс Сан-Висенти находится чуть западнее, но поскольку он находится немного дальше к северу, а карта Пиренейского полуострова у Страбона повернута по часовой стрелке, в результате чего Пиренеи находятся на линии север-юг, то его можно было принять как расположенный дальше на восток, а не на запад. По современным вычислениям самая западная точка Пиренейского полуострова и европейского континента — мыс Рока, недалеко от Синтры.
Никакая часть мыса Сан-Висенти не подходит под приводимое Страбоном описание, но на восточной стороне мыса Сагриш находится гавань Балеэйра, порт современного города Сагриш, защищенная четырьмя небольшими островами в линию (крошечные островки Мартиньял). В дальнем восточном конце пляжа Мартиньял эрозия обнажила в скалах ряд древнеримских гончарных печей для изготовления амфор и черепицы.

### Генрих Мореплаватель

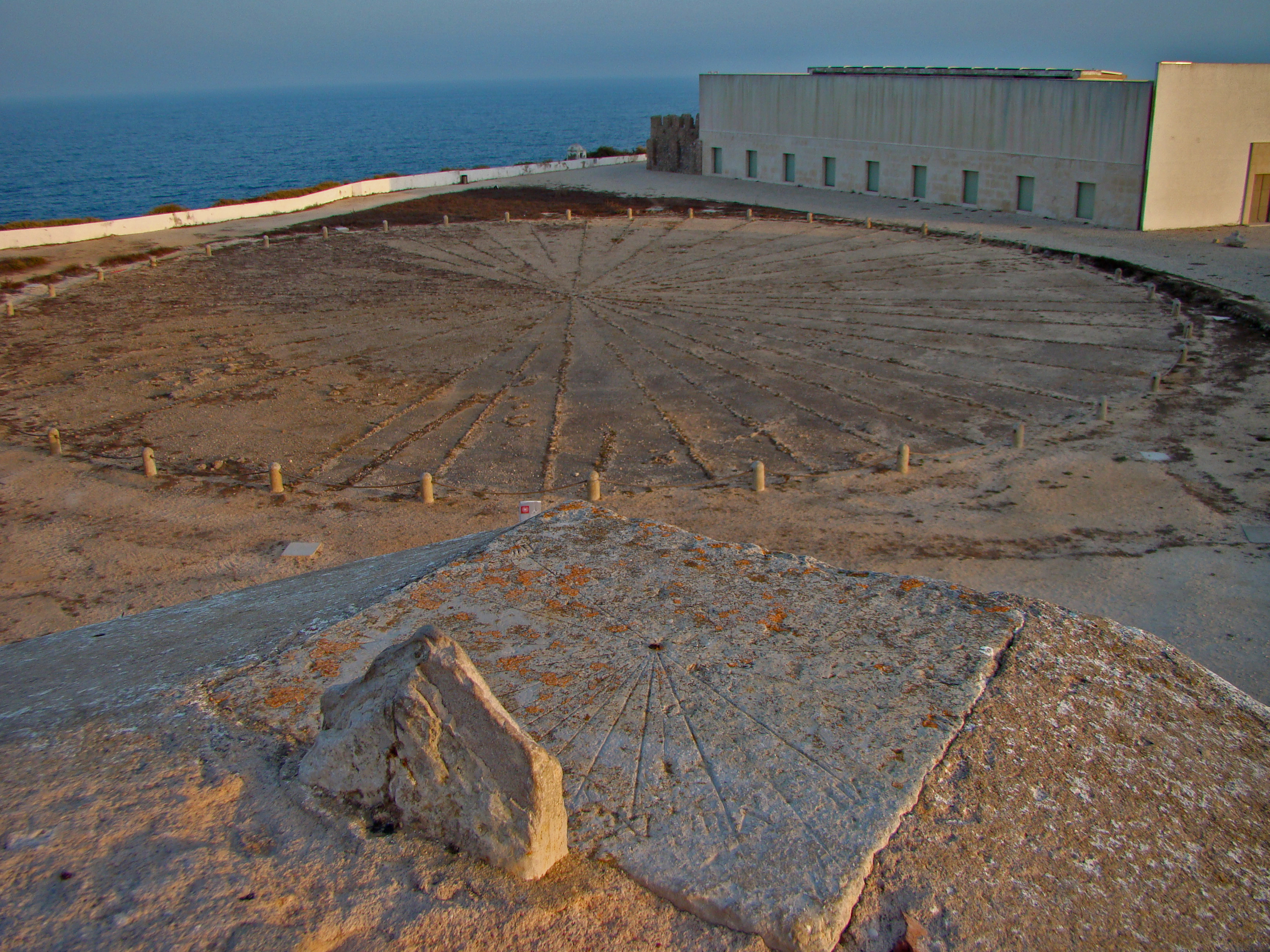
Каменная роза ветров в крепости Сагриш

Когда инфант Португалии Генрих Мореплаватель в своей Вила-ду-Инфанте начал свои исследования, которые положили начало португальской эпохе открытий, на полуострове Сагриш не было необходимых условий для таких крупных начинаний. Пресной воды не хватало, сельское хозяйство было неразвито, не хватало древесины для кораблестроения, не было достаточно глубоких гаваней, а население было слишком маленьким. Генрих вновь заселил деревню под названием Терчанабал, которая ранее была заброшена из-за непрерывных пиратских нападений на побережье. Деревня была расположена в стратегическом месте для его морских предприятий и позже была названа Вила-ду-Инфанте (‘Город принца’).
Генрих Мореплаватель нанял картографов, таких как Иегуда Крескес, чтобы они помогли ему нанести на карту побережье Мавретании на основе новой информации, привозимой моряками после возвращения из своих путешествий. Он также нанял опытного изготовителя карт и инструментов Хайме с Майорки, чтобы его капитаны могли располагать самой лучшей навигационной информацией. Это, вероятно, привело к легенде о Морской школе Сагриша (хотя «школа» может означать просто группу последователей). Не было никакого центра навигационной науки или какой-либо предполагаемой обсерватории соответствующих современным определениям «обсерватории» или «навигационного центра». Центр его экспедиций фактически находился в Лагуше, дальше на восток вдоль побережья Алгарви. Более поздние португальские экспедиции отправлялись из Белена, к западу от Лиссабона.
Это было время многих важных открытий: картография совершенствовалась с использованием недавно изобретенных инструментов, таких как улучшенная астролябия и улучшенные солнечные часы, карты регулярно обновлялись и расширялись, и был разработан революционный тип судна, известный как каравелла.
Принц Генрих построил часовню рядом со своим домом в 1459 году, так как в последние годы своей жизни он стал проводить больше времени в районе Сагриша. Там он и умер 13 ноября 1460 года.
Точное местонахождение Навигационной школы Генриха неизвестно (обычно считается, что она была разрушена Лиссабонским землетрясением 1755 года).

## История крепости Сагриш

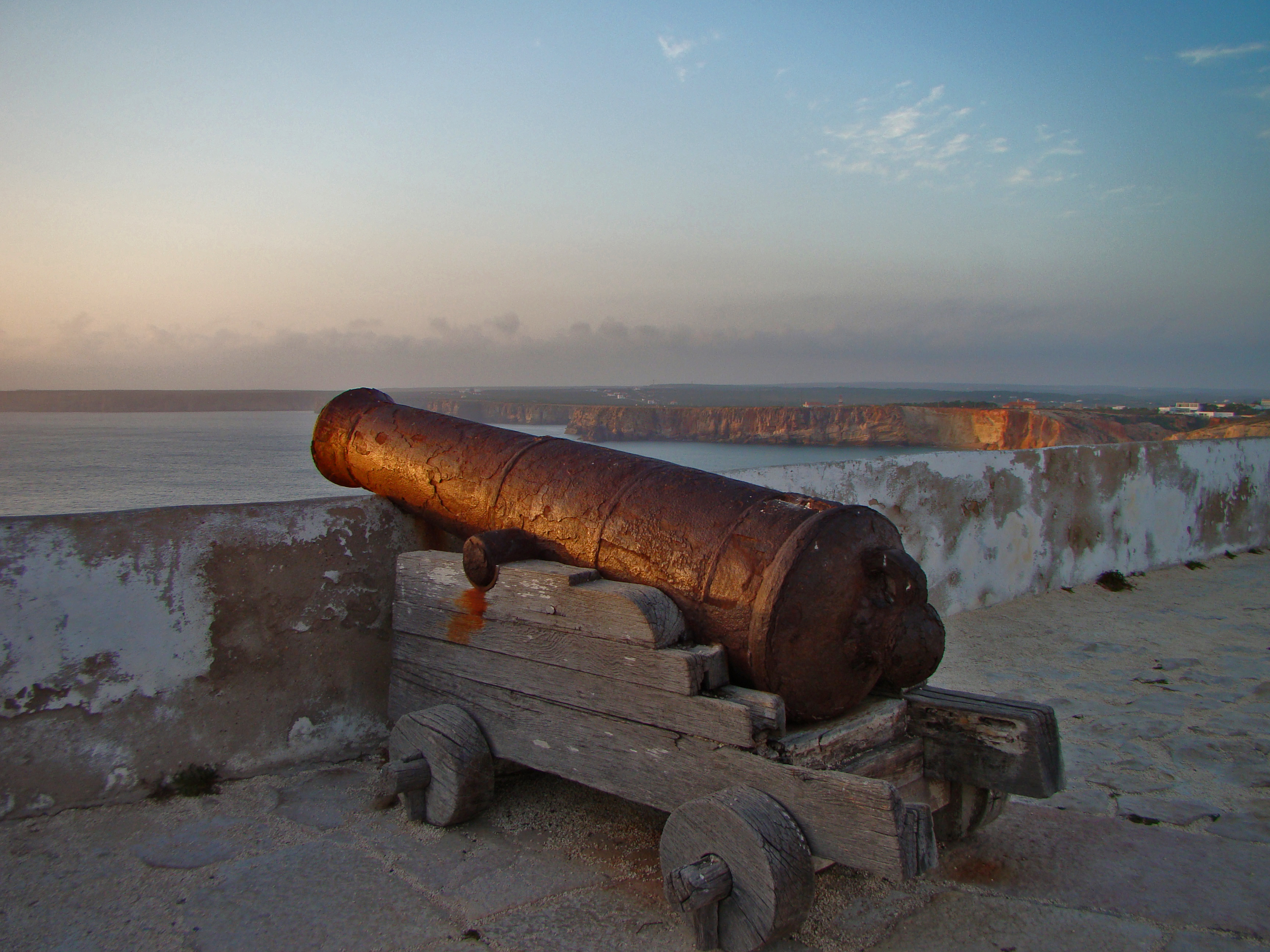
Пушка на крепостной стене

Бастионная крепость XVI века сильно пострадала во время Великого землетрясения 1755 года. Она была восстановлена в середине XX века, но до сих пор сохранилась одна из оригинальных турелей XVI века. Пройдя через туннель в толстых стенах, можно увидеть гигантскую каменную розу ветров (rosa dos ventos) диаметром 43 м. Обычно роза ветров делится на 32 сегмента, но странным образом у этой сразу 40 сегментов (вероятно, ошибка реставраторов XX века). Вряд ли она относится ко времени Генриха Мореплавателя.
Сильно отреставрированная церковь Носа-Сеньора-да-Граса датируется 1579 годом. Она заменила собой первоначальную церковь Инфанта дона Энрике 1459 года. Она также была повреждена землетрясением 1755 года. В дальнейшем были внесены некоторые изменения, такие как новая колокольня над старой усыпальницей при церковном кладбище. До сих пор сохранился ряд надгробий. Внутри этой неприметной церкви барочный ретабло XVII века, привезённый из Часовни Святой Екатерины в крепости Белиши (Capela de Santa Catarina do Forte de Belixe), а раскрашенные статуи Святого Викентия и Святого Франциска когда-то были частью францисканского монастыря на мысе Сан-Висенти.
Рядом с церковью стоит копия каменного падрана (padrão), использовавшегося ранними португальскими мореплавателями, чтобы обозначить свои претензии на недавно открытые земли.

## Галерея

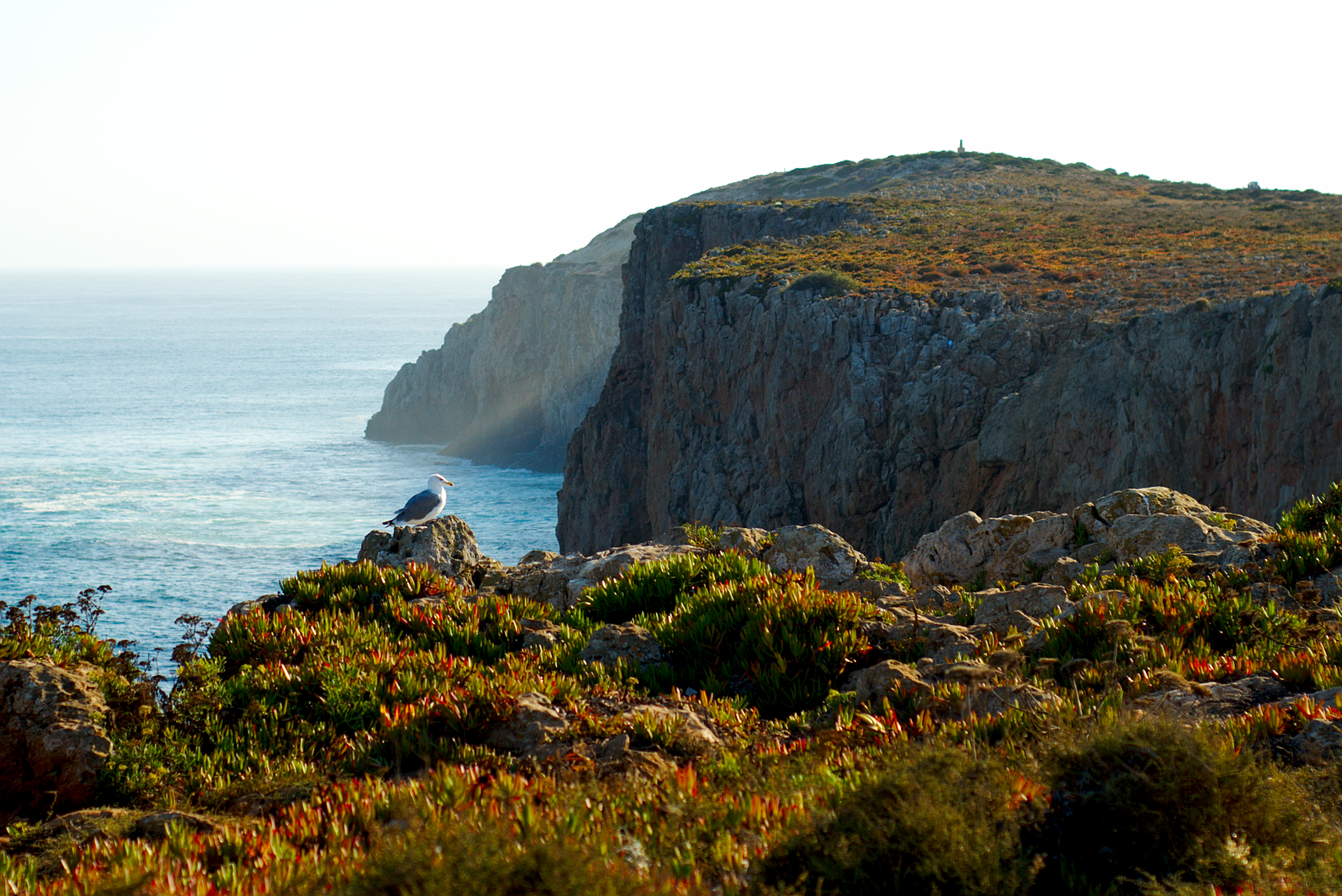
Сагриш, Португалия
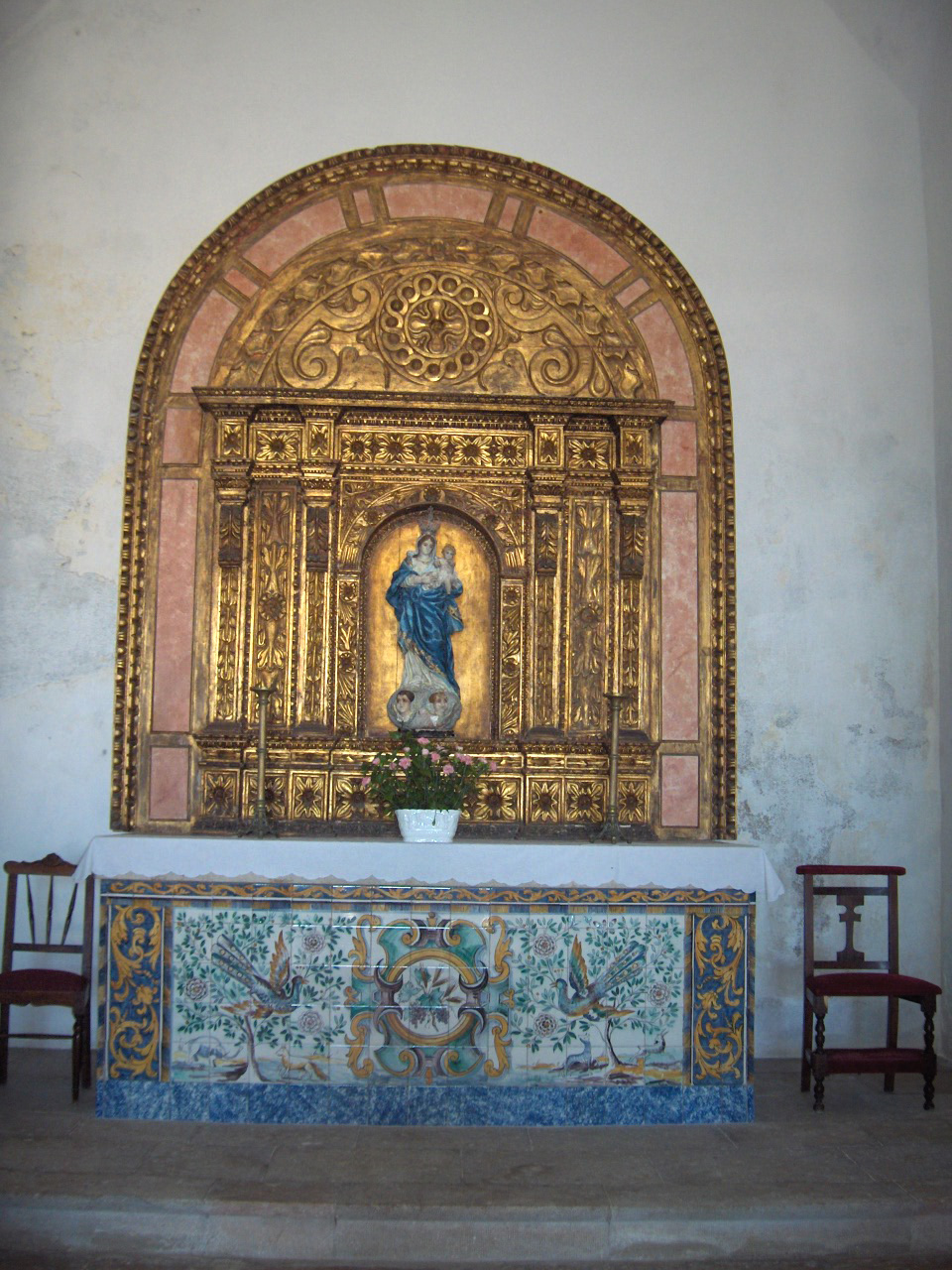
Ретабло в церкви
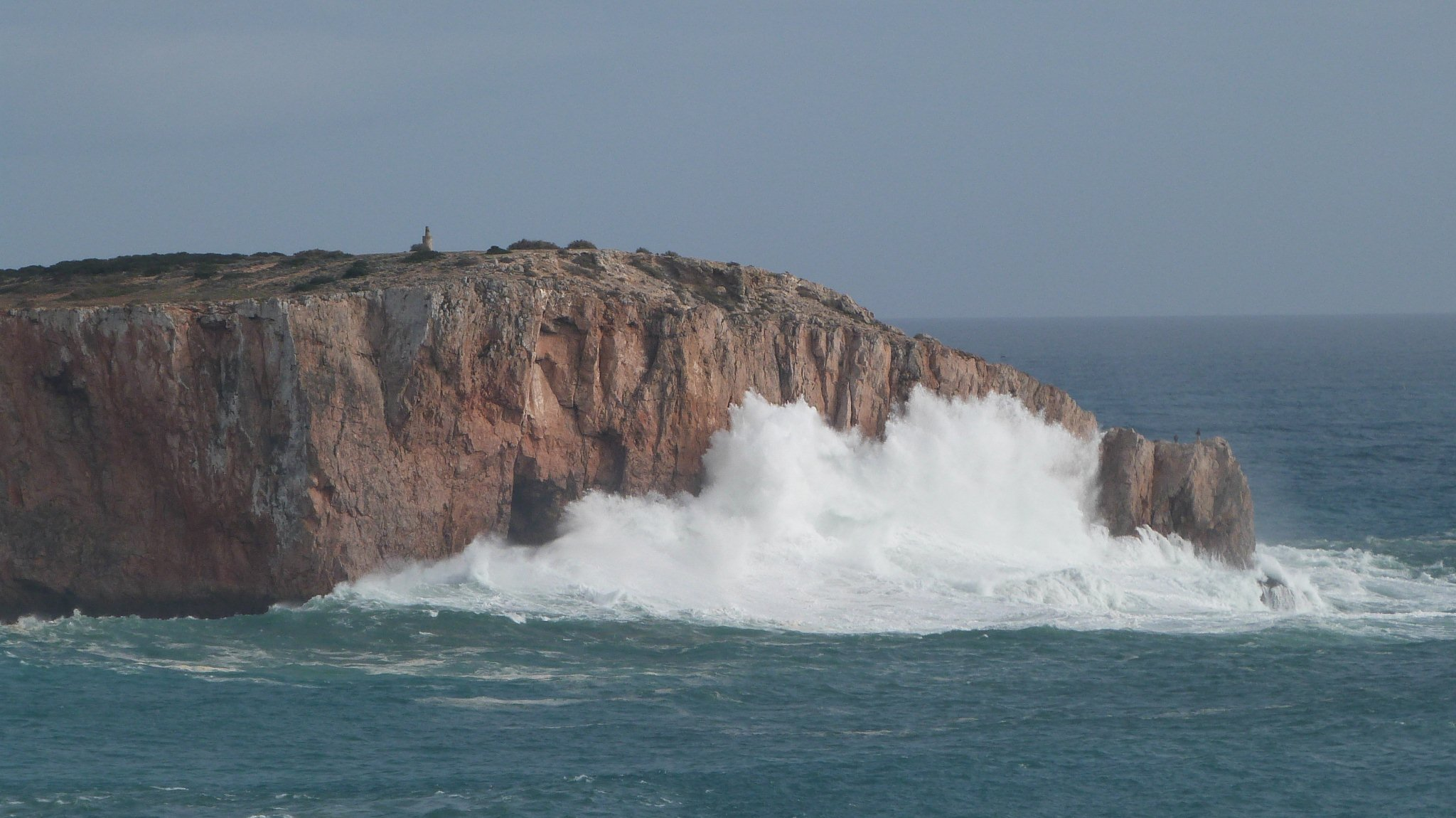
Сагриш, Португалия
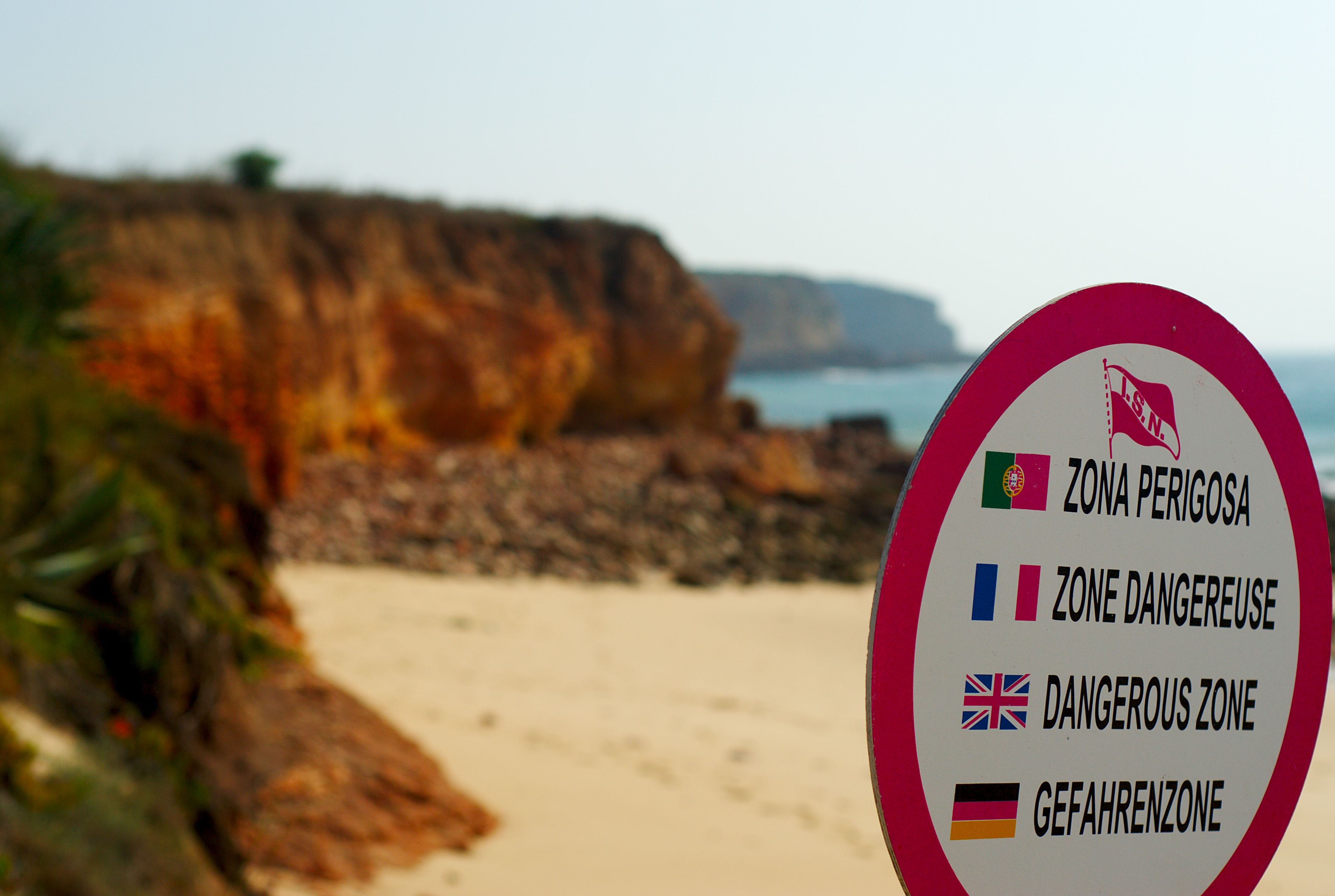
Сагриш, Португалия
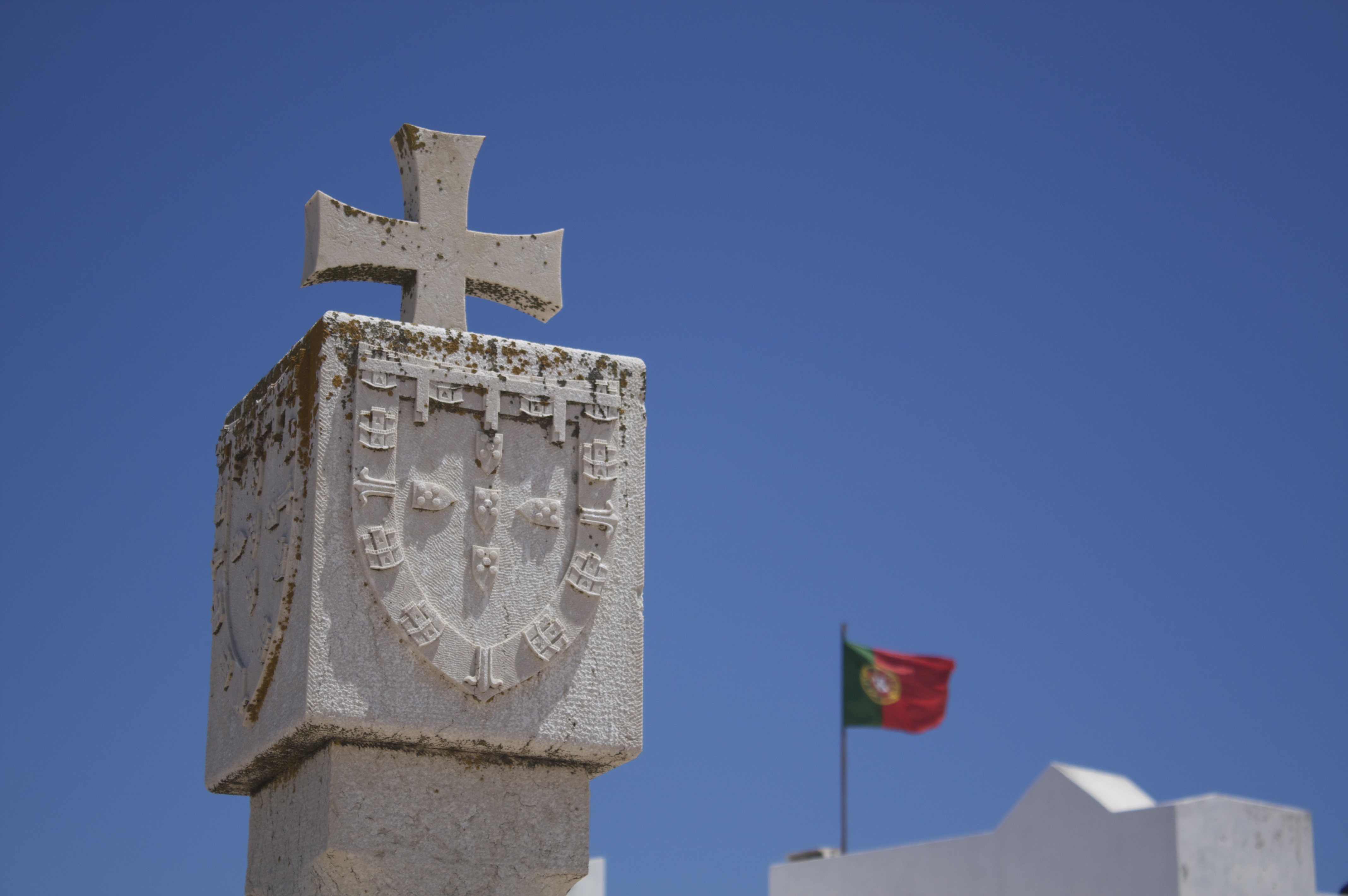
Сагриш, Португалия